# Sokoliwka (obwód dniepropetrowski)
Sokoliwka (ukr. Соколівка) – osiedle na Ukrainie, w obwodzie dniepropetrowskim, w rejonie kamjańskim, w hromadzie Werchiwcewe. W 2001 liczyło 943 mieszkańców.